# Jimbolia
Jimbolia (en allemand : Hatzfeld ; en hongrois : Zsombolya ; en serbo-croate : Žombolj) est une ville du județ de Timiș en Roumanie.

## Géographie
La ville est située dans la région historique du Banat roumain, dans l'extrême Ouest du pays. Les environs font partie de la fertile plaine de Pannonie, traversée par les rivières Timiș et Mureș. Jimbolia se trouve à environ 40 kilomètres à l'ouest de Timișoara, tout près de la frontière serbe, sur la ligne ferroviaire vers Kikinda.

## Histoire
La localité de Chumbul est mentionnée pour la première fois dans un acte de 1333, lorsque le Banat appartenait au royaume de Hongrie. Après la défaite de la Hongrie à la bataille de Mohács (1526), toute la région fut en 1552 prise par les troupes ottomanes et incorporée dans l'eyalet de Timișoara au sein de l'Empire ottoman.

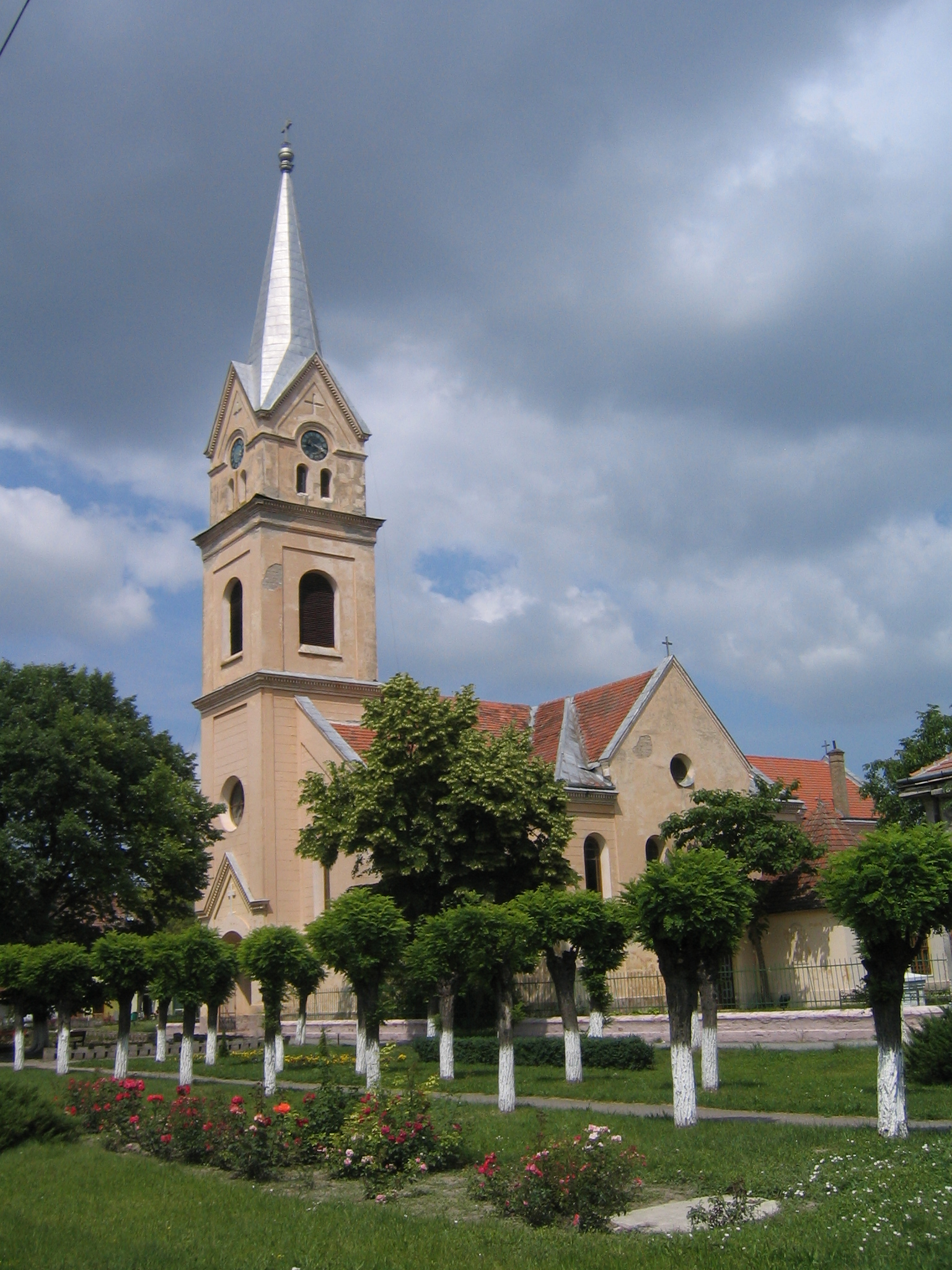
Église catholique.

Au cours de la guerre vénéto-austro-ottomane, en 1716, la forteresse de Timișoara fut conquise par les forces de la monarchie de Habsbourg sous le commandement d'Eugène de Savoie. Deux ans plus tard, en vertu du traité de Passarowitz, la région désertifiée passe sous la domination des Habsbourg. Comme le lieu de Biled voisin, Jimbolia appartenant au banat de Temeswar fut reconstruit à plan carré et colonisé par les Allemands du Banat. En 1766, l'endroit recevait le nom allemand de Hatzfeld.
À la suite de la révolution autrichienne et hongroise de 1848, la région faisait partie du voïvodat de Serbie et du Banat de Tamiš. Après le compromis de 1867, toutefois, elle appartenait à nouveau au royaume de Hongrie et, dans les conditions de la magyarisation, la ville portait le nom hongrois de Zsombolya.
Vers la fin de la Première Guerre mondiale, la ville fut occupée par les forces serbes puis annexée par le royaume des Serbes, Croates et Slovènes selon le traité de Trianon. Au cours d'une rectification de la frontière, en 1923, Jimbolia avec sa majorité allemande de la population fut cédée au royaume de Roumanie.

## Démographie
Lors du recensement de 2011, la ville comptait 10 808 habitants dont :
- 72,7 % Roumains,
- 12,8 % Hongrois,
- 2,9 % Allemands.

## Politique
| Parti | Parti                                                 | Sièges |
| ----- | ----------------------------------------------------- | ------ |
|       | Parti national libéral (PNL)                          | 7      |
|       | Parti social-démocrate (PSD)                          | 5      |
|       | Union démocrate magyare de Roumanie (UDMR)            | 3      |
|       | Union nationale pour le progrès de la Roumanie (UNPR) | 1      |
|       | Parti écologiste roumain (PER)                        | 1      |

## Jumelages
La commune de Jimbolia est jumelée avec :
- Kikinda (Serbie)
- Pusztamérges (Hongrie)

## Personnalités liées à la commune
- Árpád Thierjung (1914-1981), footballeur.